# Gracias Por La Música
Gracias Por La Música (укр. спасибі за музику, англ. Thank You for the Music) — альбом шведського гурту ABBA, випущений в 1980 році. Випуск Gracias Por La Música був викликаний несподіваним падінням популярності групи в латиноамериканських країнах, таких як Мексика та Аргентина, після випуску іспаномовних версій пісень «Chiquitita» і «I Have a Dream». Члени гурту вирішили записати ще вісім пісень іспанською мовою і випустити повноформатний альбом спеціально для цього ринку. Для перекладу текстів пісень були запрошені Buddy і Mary McCluskey, що працювали на студії RCA Records в Аргентині. Запис треків відбулась в січні 1980 року на студії Polar Music; з вимовою вокалісткам допомагала іспано-шведська журналістка Анна березеньінез.
Фонограми пісень, деякі з яких відносяться до 1974—1975 років, були дещо осучаснені. Роботами керував аудіоінженер групи Майкл Третов.
Gracias Por La Música був випущений на CD в 1986 році в Японії і в 1993 році в Аргентині лейблом Polydor. Альбом не був відомий в інших країнах до виходу компіляції ABBA Oro: Grandes Exitos (1993), що містила всі треки Gracias Por La Música.

## Список пісень
Сторона A
1. «Gracias Por La Música» — 3:49
2. «Reina Danzante» a.k.a. «La Reina Del Baile» — 4:02
3. «Al Andar» — 4:44
4. «¡Dame! ¡Dame! ¡Dame!» — 4:51
5. «Fernando» — 4:17

Сторона B
1. «Estoy Soñando» — 4:38
2. «Mamma Mia» — 3:34
3. «Hasta Mañana» — 3:09
4. «Conociéndome, Conociéndote» — 4:04
5. «Chiquitita» — 5:30

## Хіт-паради
| Рік  | Хіт-парад | Позиція |
| ---- | --------- | ------- |
| 1980 | Аргентина | 4       |
| 1980 | Іспанія   | 5       |